# 设计程序
设计程序是一系列让设计师、建筑师和一些系统设计师跟随的步骤。它是(英国)普通中等教育证书课程大量科目中的一部分。设计程序典型的阶段包括：
- 设计摘要 - 手头任务的简报
- 分析(系统设计) - 对当前的系统的分析
- 研究 - 调查相似的产品在实地或相关题目
- 规格 - 详细定义产品必需确切地达到的效果
- 设计 - 解决方案的展示
- 发展 - 一种解决方案的延续和改善
- 测试(系统设计) - 实地测试系统
- 完成(系统设计) - 将设计介绍入环境
- 评估和结论 - 程序总结, 包括为未来改善而提出的建设性批评和建议

有些阶段也许在真实情况下为了节省时间被忽略, 或因为它们在某些情况下是多余的。